# 宮浦駅
宮浦駅（みやうらえき）は、福岡県大牟田市東宮浦町にあった三井化学専用鉄道の駅。かつては三井三池港務所本線・旭町線・勝立線の駅として利用された。地方鉄道としての営業期間は、1964年（昭和39年）から1973年（昭和48年）までの僅か9年間であったが、専用線の駅としては明治時代から2020年（令和2年）5月まで利用された。

## 歴史
- 1891年（明治24年）：三井三池炭鉱専用鉄道の平原駅として開業[1]。
- 1964年（昭和39年）8月11日：地方鉄道・三井鉱山の駅となる。
- 1965年（昭和40年）3月11日：三井三池港務所へ移管、同社の駅となる。
- 1969年（昭和44年）1月6日：勝立線廃止。
- 1973年（昭和48年）8月27日：地方鉄道としては廃止、三井石炭鉱業専用線の駅となる。
- 1984年（昭和59年）10月1日：従業員輸送列車廃止。
- 1997年（平成9年）
  - 4月1日：本線廃止、三井東圧化学専用鉄道の駅となる[2]。
  - 10月1日：会社合併により三井化学専用鉄道の駅となる。
- 2020年（令和2年）5月7日：三井化学専用鉄道廃止。

## 駅構造

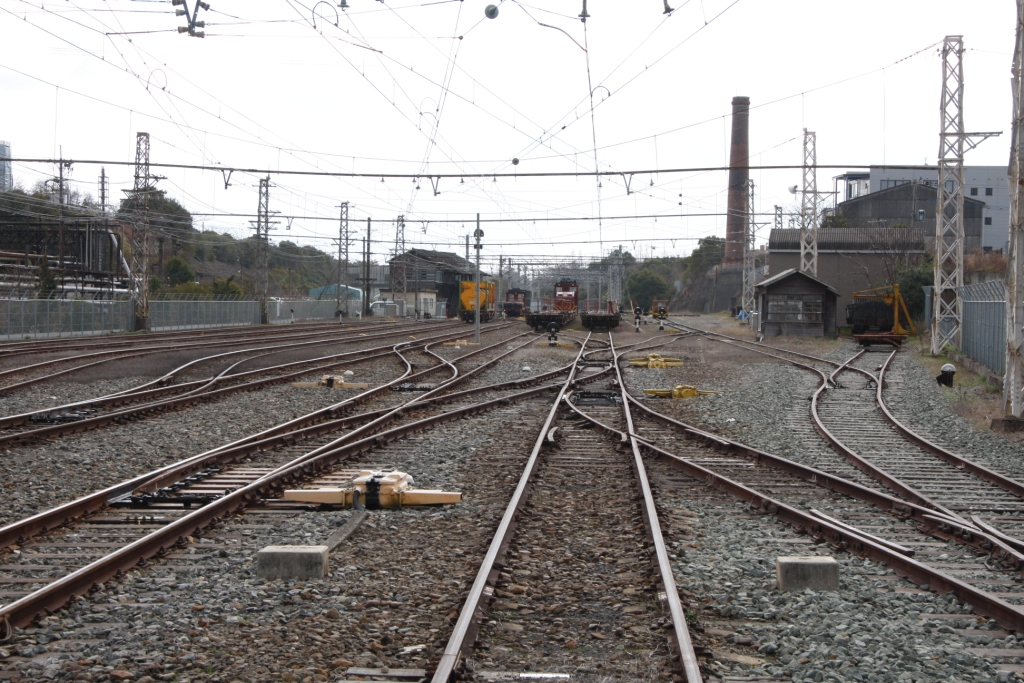
宮浦駅構内

地上駅。貨物ヤードになっており、構内は広い。元々本線、勝立線、旭町線の3線が分岐する拠点駅で、1990年代まで旅客営業用ホームが残存していた。2020年5月7日まで貨物列車の入換作業が行われていた。車両基地、検修設備のほか、検重車、保線用車などの事業用車両が留置されていた。

## 駅周辺
工場地帯が広がる。
- 三井化学大牟田工場
- シーエス・化成
- 旭精機
- 港工作所
- 日本セラテック九州洗浄工場
- 宮浦整備工場
- 宮浦石炭記念公園